# Кекірава (підрозділ окружного секретаріату)
Підрозділ окружного секретаріату Кекірава — підрозділ окружного секретаріату округу Анурадхапура, Північно-Центральна провінція, Шрі-Ланка. Складається з 53 Грама Ніладхарі.